# Rush Hour (série télévisée)
Rush Hour ou Heure Limite au Québec est une série télévisée américaine en treize épisodes de 42 minutes créée par Bill Lawrence et Blake McCormick et diffusée du 31 mars 2016 au 20 août 2016 sur le réseau CBS et en simultanée sur Citytv au Canada. C'est l'adaptation de la série de films Rush Hour.
En Belgique elle a été diffusée du 28 octobre 2016, au 25 novembre 2016 sur La Deux, au Québec, du 3 janvier 2017 au 28 mars 2017 sur Max, en France du 2 mai 2017 au 6 juin 2017 sur TF1 et en Suisse du 16 juin 2017 au 2 décembre 2017 sur RTS Deux.
Elle a été diffusée sur Antenne Réunion en 2019.

## Synopsis
À la suite d'une collaboration entre la police de Los Angeles et celle de Hong Kong, le détective Lee est transféré dans la ville des anges. Il fait dorénavant équipe avec le détective Carter, grande gueule et catastrophe ambulante notoire, surtout auprès de son capitaine, Lindsay Cole.

## Distribution

### Acteurs principaux
- Justin Hires (VF : Jean-Baptiste Anoumon) : l'inspecteur James Steven Carter
- Jon Foo (VF : Adrien Larmande) : l'inspecteur Jonathan Lee
- Aimee Garcia (VF : Youna Noiret) : le sergent Didi Diaz
- Page Kennedy (VF : Namakan Koné) : Gerald Page
- Wendie Malick (VF : Ivana Coppola) : le capitaine Lindsay Cole

### Acteurs récurrents et invités
- Jessika Van (VF : Caroline Mozzone) : Kim Lee
- Kirk Fox (VF : Vincent Ropion) : Donovan
- Byron Mann : Fong
- Steele Gagnon (VF : Julie Badoc) : Derrick
- Greer Grammer (VF : Émilie Marié) : Destiny Lamb
- Spencer Grammer (VF : Laura Blanc) : Heather Lamb
- Gabriel Mann : Reginald Mason
- George Cheung : Capitaine Chen
- William Mapother (VF : Serge Biavan) : le principal Chalhoun
Version française
  - Société de doublage : Deluxe Media Paris[10]
  - Direction artistique : Pauline Brunel[10]
  - Adaptation : Julien Sibre, David Jacomy et William Coryn

 Source et légende : version française (VF) sur RS Doublage  et Doublage Séries Database

## Production

### Développement
En octobre 2014, CBS acquiert le projet d'adaptation télévisée de la franchise Rush Hour, avec Bill Lawrence et Blake McCormick à l'écriture du pilote,. Ensuite le 26 janvier 2015, CBS valide le projet avec la commande officielle du pilote.
Le 8 mai 2015, le réseau CBS annonce officiellement la commande de la série,. Puis lors des Upfronts, le réseau annonce la diffusion à la mi-saison, au printemps 2016.
Le 8 janvier 2016, la chaîne annonce le lancement de la série au 31 mars 2016.
Le 16 mai 2016, la chaîne annonce l'annulation de la série. Après la diffusion de l'épisode suivant, la série est retirée de l'horaire et les cinq épisodes restants seront diffusés en juillet et août 2016.

### Casting
Le casting a débuté en mars 2015 avec l'arrivée de Jon Foo dans le rôle du détective Lee, tenu par Jackie Chan, dans la version cinématographique, suivi de Aimee Garcia et Jessika Van.
Le 13 mars 2015, Justin Hires obtient le rôle du détective Carter, tenu par Chris Tucker, dans la version grand écran.
Le 18 mars 2015, Page Kennedy obtient le rôle de Gerald, le cousin du détective Carter.
En octobre 2015, les sœurs Greer Grammer (Awkward) et Spencer Grammer (Greek) sont invitées lors d'un épisode.

## Épisodes
1. Partenaires de choc (Pilot)
2. Montre en main (Two Days, or the Number of Hours Within That Timeframe)
3. Témoin en fuite (Captain Cole's Playlist)
4. Le Boum de l'immobilier (LA Real Estate Boom)
5. Chasseurs de dragons (Assault on Precinct 7)
6. Les Profs (Welcome Back, Carter)
7. Le Flic qui déchire (Badass Cop)
8. Sous protection très rapprochée (Wind Beneath My Wingman)
9. Tout pour sa famille (Prisoner of Love)
10. Le fantôme d'Hollywood (Knock, Knock… House Creeping !)
11. Opération opéra (O Hostage ! My Hostage !)
12. La Loi du talion (The Dark Knight)
13. Réconciliations (Familee Ties)

## Accueil

### Réception critique
- La série est accueillie de façon très mitigée par la critique. L'agrégateur de critiques Metacritic lui accorde une note de 46 sur 100, basée sur la moyenne de 18 critiques[26]. Sur le site Rotten Tomatoes, elle obtient une note moyenne de 25 %, sur la base de 20 critiques[27].

- Pierre Langlais pour Télérama trouve la série « dispensable » et « sans intérêt » en raison d'une « intrigue mince et prévisible »[28].

- Matt Roush de TV Guide estime que la série est « médiocre » car « l'intrigue et les dialogues sont transparents »[29].

### Audiences
Le premier épisode été regardé par 5,06 millions de téléspectateurs et 1.1 % d'adultes de 18 à 49 ans.

### Saga
- 1998 : Rush Hour de Brett Ratner
- 2001 : Rush Hour 2
- 2007 : Rush Hour 3